# Coppa Bernocchi 1960
La Coppa Bernocchi 1960, quarantaduesima edizione della corsa, si svolse il 11 settembre 1960 su un percorso di 241 km. Era valida come evento del circuito UCI categoria CB1.1. La vittoria fu appannaggio dell'italiano Giuseppe Fallarini, che terminò la gara in 5h57'00", alla media di 40,504 km/h, precedendo i connazionali Alberto Assirelli e Ezio Pizzoglio. L'arrivo e la partenza della gara furono a Legnano.

## Ordine d'arrivo (Top 10)
| Pos. | Corridore          | Squadra              | Tempo    |
| ---- | ------------------ | -------------------- | -------- |
| 1    | Giuseppe Fallarini | Ignis                | 5h57'00" |
| 2    | Alberto Assirelli  | Legnano              | s.t.     |
| 3    | Ezio Pizzoglio     | Carpano              | s.t.     |
| 4    | Germano Barale     | Bianchi-Pirelli      | s.t.     |
| 5    | Nello Velucchi     | Atala-Pirelli        | s.t.     |
| 6    | Angelo Branca      | Only Stag            | s.t.     |
| 7    | Nunzio Pellicciari | San Pellegrino Sport | s.t.     |
| 8    | Dino Bruni         | Ignis                | s.t.     |
| 9    | Armando Pellegrini | Mondia               | s.t.     |
| 10   | Nino Defilippis    | Carpano              | s.t.     |